# Egzantem subitum
Egzantem subitum ili rozeola infantum (lat. roseola infantum) ili trodnevna vrućica je bolest koju karakterizira povišena tjelesna temperatura koja traje tri dana, nakon čega brzo izbija osip.
Bolest uzokuju virusi, humani herpes virus 6 (HHV-6) i humani herpes virus 7 (HHV-7). 
Bolest se najčešće javlja kod djece do 3 godine.
U kliničkoj slici bolesti nalazimo nagli porast tjelesne temperature (do 39° ili 40°C) koji obično traje tri dana. Nakon što temperatura postane normalna, izbija makulopapulozni (ili samo makulozni), svijetloružičasti osip po trupu, pa po vratu, licu i ekstremitetima. Promjene su obično veličine 2 - 3 mm. 
Liječenje je simtomatsko i prognoza je obično vrlo dobra. Zbog povišene temperature kod djece mogu nastupitit febrilne konvulzije.